# Guayakí
Guayakí Sustainable Rainforest Products, Inc., более известная как Guayakí — компания, производящая органические напитки. Специализируется на продуктах из мате. Базируется в Себастополе, Калифорния. Помимо мате с рассыпным листом, Guayakí также продаёт консервированные, газированные и энергетические мате. Продукция Guayakí распространена по всей Америке примерно в 10 тысячах магазинов. В основном она продаётся в магазинах органических продуктов и продуктов, ориентированных на здоровое питание, таких как Whole Foods, а также через онлайн-магазины.

## История
Guayakí была основана в 1996 году Алексом Прайором и Дэвидом Карром как старший проект CalPoly San Luis Obispo.
В 2018 году миссия Guayakí заключалась в том, чтобы «управлять и восстанавливать 200 тысяч акров тропических лесов и создать к 2020 году более 1000 рабочих мест с прожиточным минимумом» в Атлантическом лесу с помощью собственной модели «восстановления, управляемого рынком». Это идея о том, что с империализмом и колониализмом как результатом рынка товаров из слаборазвитых стран можно бороться с помощью самого рынка.
Название Guayakí происходит от второго названия коренного народа аче в Парагвае, который является исконным потребителем растения мате. В интересах социальной и экологической ответственности компания сотрудничает с народом аче, чтобы сохранить среду обитания в тропических лесах, в которой они живут и собирают урожай. Guayakí также платит народу аче за использование своего названия.
Guayakí является первой калифорнийской B Corp, сертифицированной органической организацией USDA Organic. Кроме того, компания имеет сертификат справедливой торговли IMO и является членом Федерации справедливой торговли. Guayakí также является первой компанией по производству мате, получившей биодинамический сертификат.
В апреле 2021 года бренд объявил, что Стефан Козак станет новым генеральным директором компании. Козак — бывший генеральный директор Red Bull North America.